# Nebraska Cornhuskers

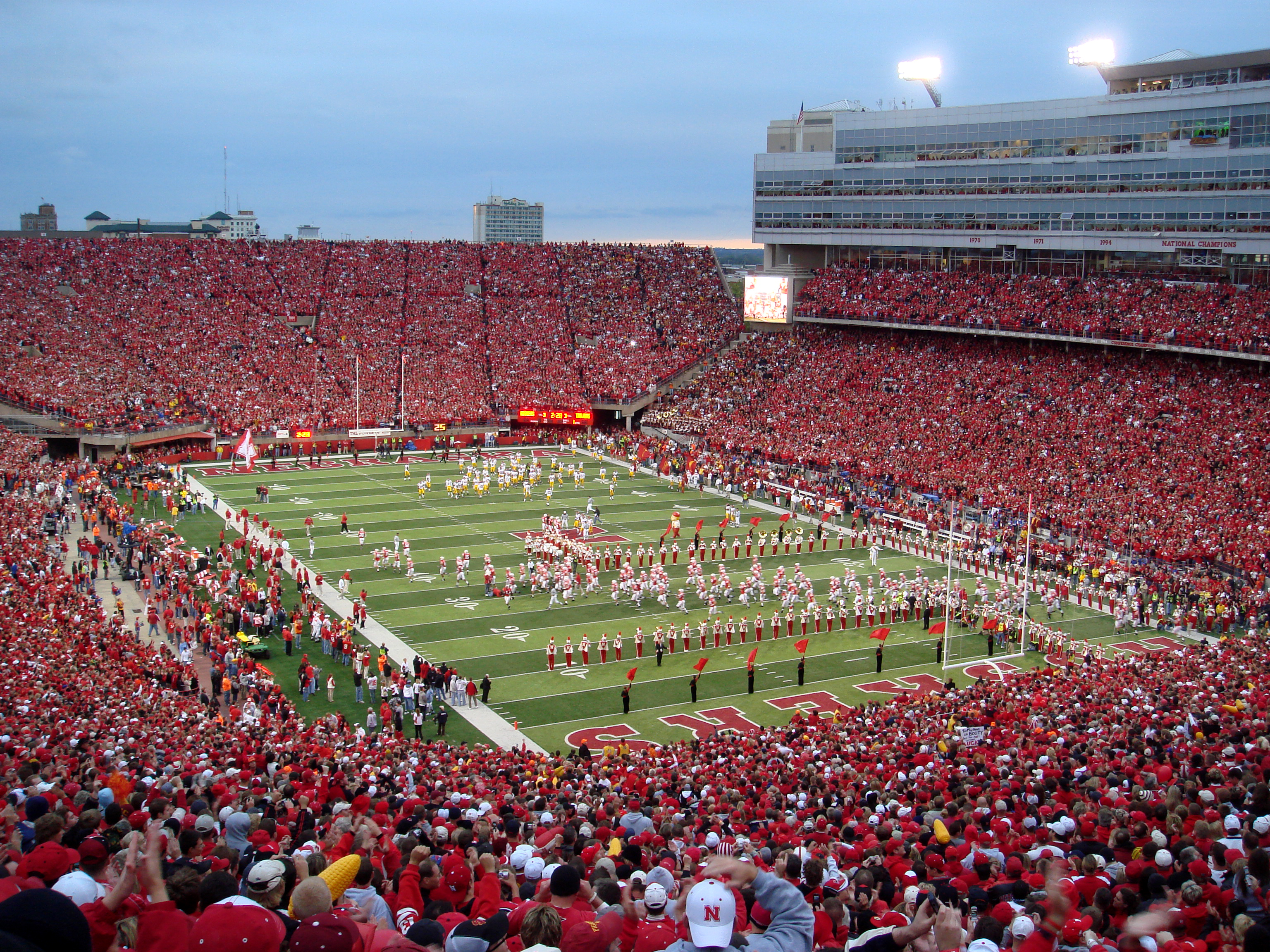
Memorial Stadium

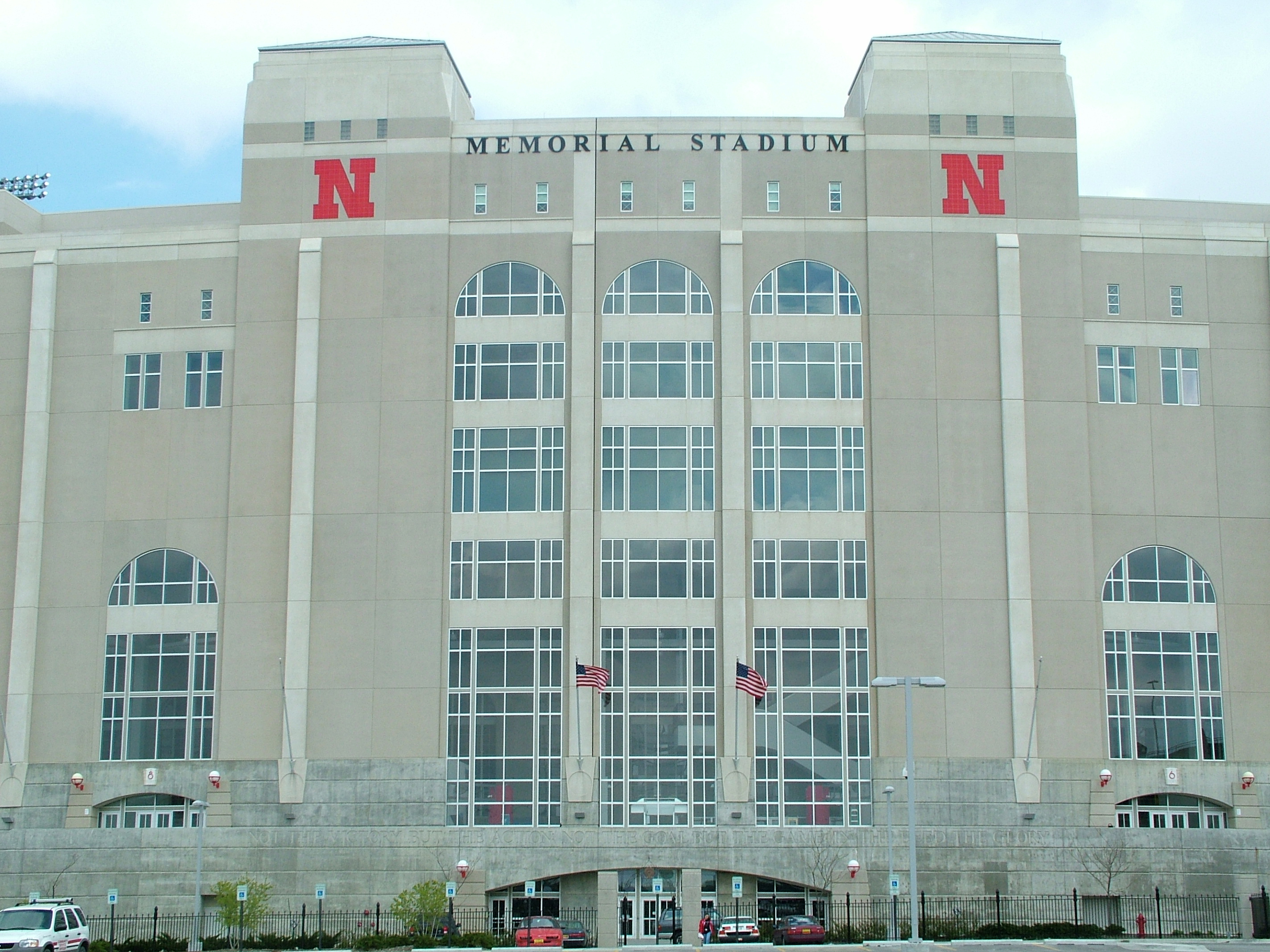

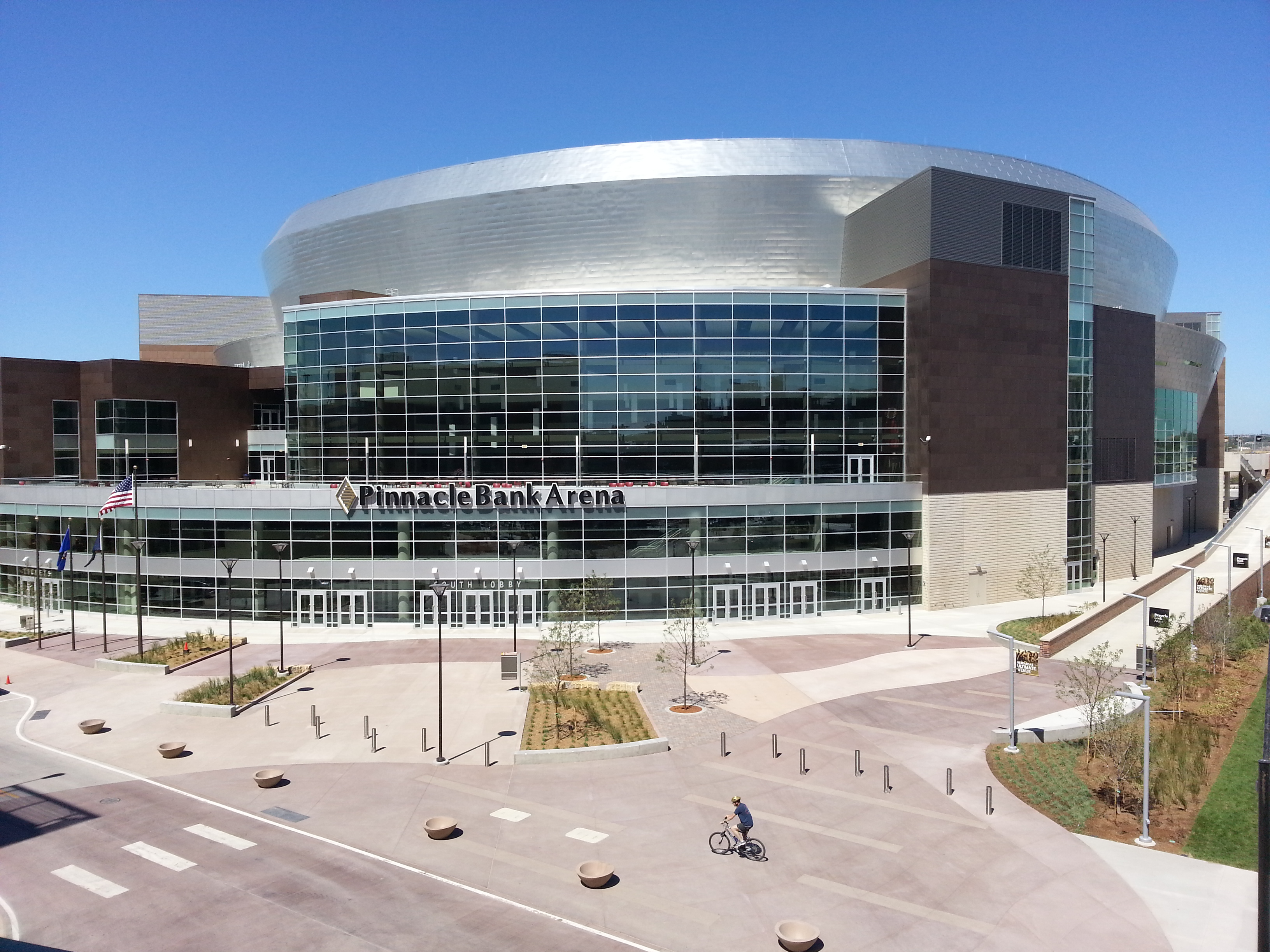
Pinnacle Bank Arena, pabellón de baloncesto.

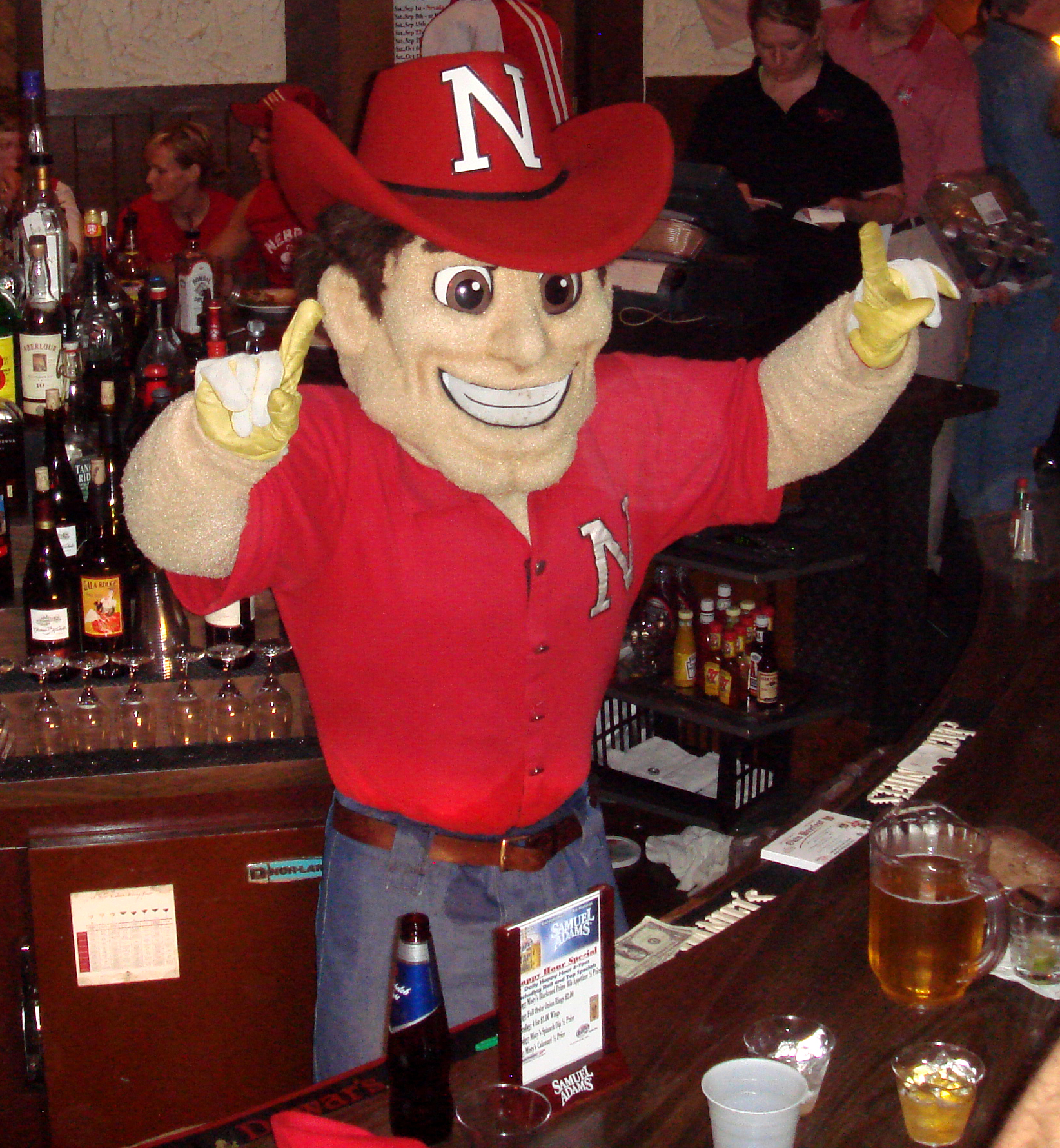
Herbie Husker, mascota oficial de los Nebraska Cornhuskers.

Nebraska Cornhuskers (español: Deshojadores de Maíz de Nebraska) es el equipo deportivo de la Universidad de Nebraska-Lincoln, situada en la ciudad de Lincoln. Los equipos de los Cornhuskers participan en las competiciones universitarias organizadas por la NCAA, y forman parte desde 2011 de la Big Ten Conference.

## Deportes
Los Cornhuskers participan en 9 deportes masculinos y 12 femeninos:
| - Deporte masculino - Béisbol - Baloncesto - Cross - Fútbol americano - Golf - Gimnasia - Tenis - Atletismo - Lucha libre | - Deportes femeninos - Baloncesto - Bowling - Cross - Golf - Gimnasia - Rifle - Fútbol - Sóftbol - Natación - Tenis - Atletismo - Voleibol |

### Fútbol americano
Es la sección deportiva más conocida de la universidad. Se creó en 1890. Desde entonces, han ganado en cinco ocasiones el título nacional, el último de ellos en 1997, además de 46 títulos de conferencia. Tres de sus jugadores han conseguido el prestigioso Trofeo Heisman al mejor jugador del país.
Los rivales tradicionales de Nebraska son los Oklahoma Sooners y los Colorado Buffaloes. De entre sus partidos bowls ganados, destacar las 4 victorias en la prestigiosa Rose Bowl, las cuales, junto a la Fiesta Bowl ganada en 1995, son consideradas como campeonatos nacionales.

### Baloncesto
El equipo se creó en 1896. Desde entonces, han conseguido un título de conferencia, cuando la misma se denominaba Big Eight, y han participado en 6 fases finales de la NCAA. 11 jugadores salidos de su equipo han llegado a la NBA, de los que destaca Eric Piatkowski, actual jugador de los Phoenix Suns.